# رود کوخوا
رود کوخوا (انگلیسی: Kukhva) یک رودخانه در استان پسکوف کشور روسیه است.